# جت پک

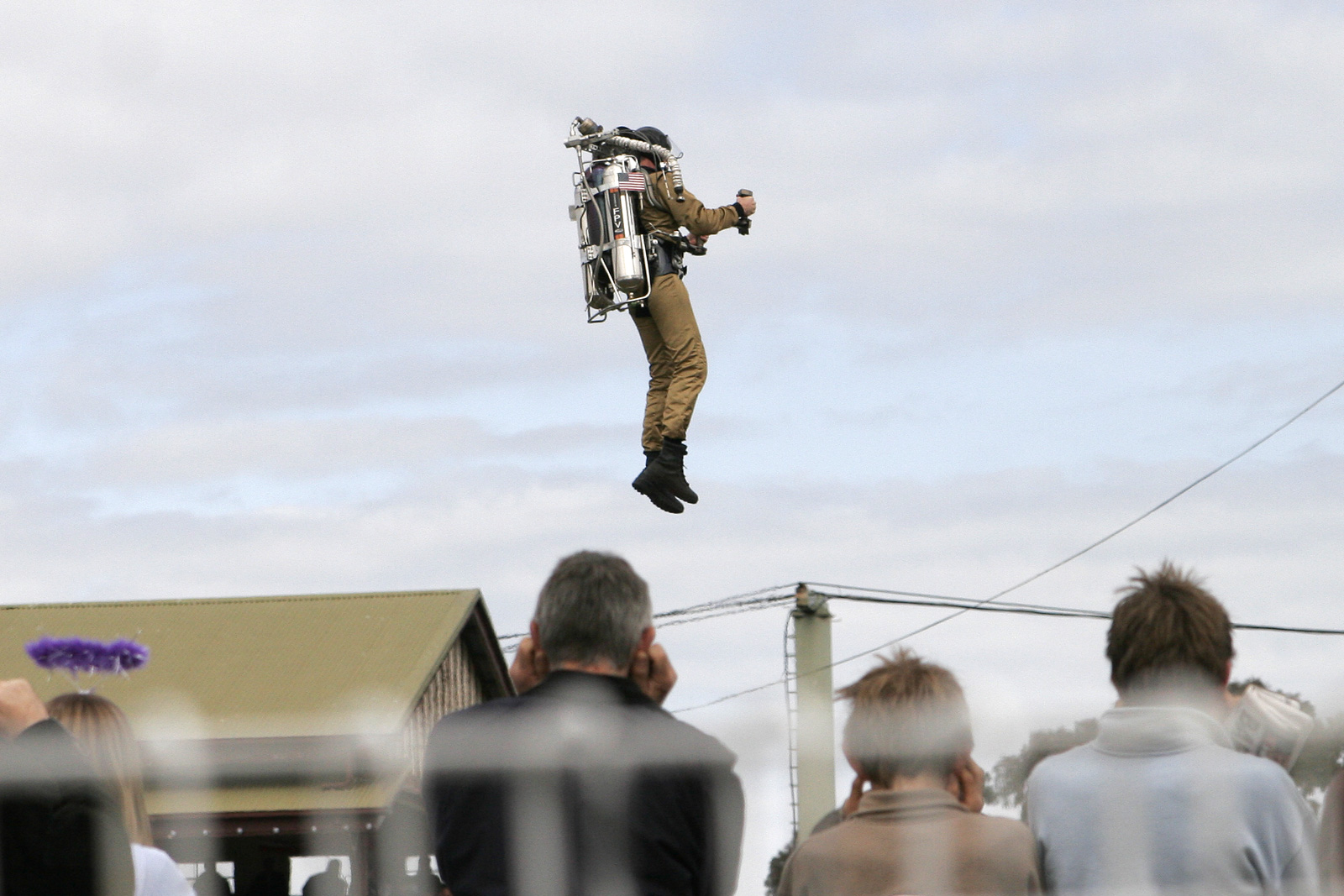
جت پک در ملبورن

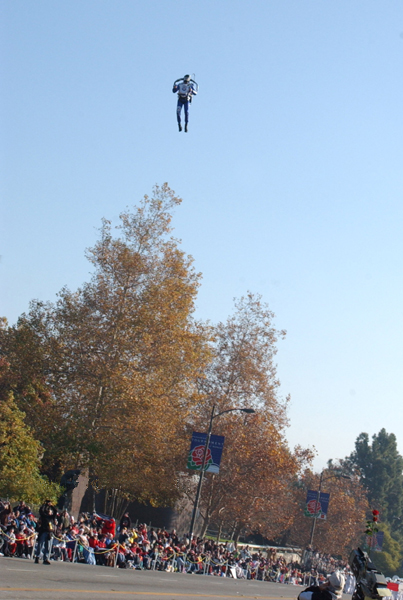
جت پک در سال ۲۰۰۷

جت پک یا کوله‌جِت (به انگلیسی: Jet pack) که می‌شود آن را کوله پشتی پرتابی یا کوله پشتی جهشی ترجمه کرد و به اسامی دیگری چون راکت بلت rocket belt یا کمربند موشکی و راکت پک rocket pack و غیره نیز شناخته می‌شود و سابقه آن به جنگ جهانی دوم بر می گردد، وسیله ایست که معمولاً به پشت بسته می‌شود و توسط فشار گاز به پرواز در می آید.
اولین جت پک که نوعی جت پک آزمایشی بود و به دلیل هزینه های بالا به مراحل بعدی نرسید و در مراحل آزمایشی ماند بین سال های ۱۹۵۰ تا ۱۹۶۰ ساخته شد این جت پک میتوانست ۱۰ متر از سطح زمین بلند شود. این جت پک در اولین پرواز خود با سرعت ۱۰ کیلومتر بر ساعت حرکت کرد و توانست مسیر ۳۳ متری را بپیماید.
JetPack Aviation گروهی که در ۳ نوامبر ۲۰۱۵ میلادی پرواز رسمی این دستگاه را در نیویورک رقم زد و یک مربی پرواز با مجوز اداره فدرال هواپیمایی آمریکا  توانست با این دستگاه پرواز کند و از مدل JB-9 به صورت رسمی رونمایی کرد  . مدل جدید معرفی شده که برای فروش در دسترس عموم قرار خواهد گرفت، JB-10 نام داشته و دو موتور آن طبق گفته سازنده در مقایسه با مدل پیشین یعنی JB-9 حدود 7% افزایش توان داشته است. بد نیست بدانید که جت پک JB-9 قادر بود تا کاربر را تا ارتفاع 300 متری از سطح زمین بالا برده و برای 10 دقیقه وی را همانجا نگه دارد، پیش از اینکه سوخت آن تمام شود. درباره این محصول هیچ قیمت مشخصی تعیین نشده بود، اما نسل جدید این گونه نیست. اگر که تصویر درستی از قابلیت پروازی این جت پک ندارید، بد نیست بدانید که ارتفاع برج ایفل بدون آنتن آن 300 متر است.
JetPack Aviation قیمت جت پک جدید یعنی JB-10 را حدود 250 هزار دلار اعلام کرده که نشان می‌دهد هر فردی قادر به خرید آن نخواهد بود. همچنین کاربر پیش از استفاده باید آموزش‌های لازم را طی چندین جلسه ببیند، وگرنه ابتدا جان خود و سپس جان دیگران را به خطر خواهند انداخت. اگر که بدون تسلط کامل به دستگاه تا ارتفاع 300 متری بالا رفته و در آن جا با مشکلی مواجه شوید، چه اتفاقی خواهد افتاد؟ بد نیست بدانید که این گروه تنها سازنده جت پک در دنیا نبوده و از این پس رقابت خود را با Martin Aircraft، به عنوان تولیدکننده جت پک نام آشنا دیگر، آغاز خواهد کرد.